# Sonderkanal
Als Sonderkanal bezeichnet man einen im Vergleich zum terrestrischen Fernsehen über Antenne zusätzlichen Kanal im Frequenzbereich für die Übertragung von Kabelfernsehprogrammen im Kabelnetz. Sonderkanäle werden sowohl für analoges als auch für digitales Fernsehen genutzt. Über Antenne können Sonderkanäle nicht genutzt werden, da die entsprechenden Frequenzen für andere Zwecke als Fernsehprogramme reserviert sind.
Es werden dabei die folgenden Kanalbereiche unterschieden:

## USB
Unterer Sonderkanalbereich (Midband): Kanäle S1 bis S10 im VHF. Eingebettet zwischen Band II und Band III mit verfügbarer Bandbreite 7 MHz pro Kanal
- UKW Band II: 87,5–104 (108) MHz
- S1: 104–111 MHz (Wegfall mit Erweiterung des UKW-Bandes bis 108 MHz)
- S2: 111–118 MHz (genutzt bis Januar 1999 für DSR)
- S3: 118–125 MHz (genutzt bis Januar 1999 für DSR)
- S10: 167–174 MHz
- CCIR Kanal 5: 174–181 MHz (Band III)

## OSB
Oberer Sonderkanalbereich (Superband): Kanäle S11 bis S20 im VHF. Eingebettet zwischen Band III und 300 MHz-Grenze zwischen VHF und UHF mit verfügbarer Bandbreite 7 MHz pro Kanal
- CCIR Kanal 12: 223–230 MHz (Band III)
- S11: 230–237 MHz
- S20: 293–300 MHz
- Ende von VHF: 300 MHz

|     | KW  | VHF | VHF  | VHF  | VHF    | VHF    | VHF    | VHF    | VHF  | VHF  | VHF | VHF     | VHF     | VHF                        | VHF                        | VHF                        | VHF                        | VHF                        | VHF                        | VHF                        | VHF                        | VHF                        | VHF                        | VHF      | VHF      | VHF      | VHF      | VHF      | VHF      | VHF      | VHF      | VHF                       | VHF                       | VHF                       | VHF                       | VHF                       | VHF                       | VHF                       | VHF                       | VHF                       | VHF                       |
| LMK | LMK |     | ZF   |      | Band I | Band I | Band I | Band I | OIRT | OIRT |     | Band II | Band II | Unterer Sonderkanalbereich | Unterer Sonderkanalbereich | Unterer Sonderkanalbereich | Unterer Sonderkanalbereich | Unterer Sonderkanalbereich | Unterer Sonderkanalbereich | Unterer Sonderkanalbereich | Unterer Sonderkanalbereich | Unterer Sonderkanalbereich | Unterer Sonderkanalbereich | Band III | Band III | Band III | Band III | Band III | Band III | Band III | Band III | Oberer Sonderkanalbereich | Oberer Sonderkanalbereich | Oberer Sonderkanalbereich | Oberer Sonderkanalbereich | Oberer Sonderkanalbereich | Oberer Sonderkanalbereich | Oberer Sonderkanalbereich | Oberer Sonderkanalbereich | Oberer Sonderkanalbereich | Oberer Sonderkanalbereich |
| --- | --- | --- | ---- | ---- | ------ | ------ | ------ | ------ | ---- | ---- | --- | ------- | ------- | -------------------------- | -------------------------- | -------------------------- | -------------------------- | -------------------------- | -------------------------- | -------------------------- | -------------------------- | -------------------------- | -------------------------- | -------- | -------- | -------- | -------- | -------- | -------- | -------- | -------- | ------------------------- | ------------------------- | ------------------------- | ------------------------- | ------------------------- | ------------------------- | ------------------------- | ------------------------- | ------------------------- | ------------------------- |
|     |     |     |      |      | 1      | 2      | 3      | 4      | 4    |      |     |         | S1      | S1                         | S2                         | S3                         | S4                         | S5                         | S6                         | S7                         | S8                         | S9                         | S10                        | 5        | 6        | 7        | 8        | 9        | 10       | 11       | 12       | S11                       | S12                       | S13                       | S14                       | S15                       | S16                       | S17                       | S18                       | S19                       | S20                       |
| 0   | 3   | 30  | 32.9 | 39.9 | 41     | 47     | 54     | 61     | 65.9 | 68   | 74  | 87.5    | 104     | 108                        | 111                        | 118                        | 125                        | 132                        | 139                        | 146                        | 153                        | 160                        | 167                        | 174      | 181      | 188      | 195      | 202      | 209      | 216      | 223      | 230                       | 237                       | 244                       | 251                       | 258                       | 265                       | 272                       | 279                       | 286                       | 293                       |

## ESB
Erweiterter Sonderkanalbereich (Hyperband): Kanäle S21 bis S41 im UHF. Eingebettet zwischen 300-MHz-Grenze zwischen VHF und UHF und Band IV mit einer verfügbaren Bandbreite 8 MHz pro Kanal
- Begin von UHF: 300 MHz
- Lücke: 300–302 MHz
- S21: 302–310 MHz
- S41: 462–470 MHz
- CCIR Kanal 21: 470–478 MHz (Band IV)

Genaue Frequenzangaben aller Sonderkanäle findet man unter Kabelfernsehen.
| UHF | UHF                            | UHF                            | UHF                            | UHF                            | UHF                            | UHF                            | UHF                            | UHF                            | UHF                            | UHF                            | UHF                            | UHF                            | UHF                            | UHF                            | UHF                            | UHF                            | UHF                            | UHF                            | UHF                            | UHF                            | UHF                            | UHF     | UHF     | UHF     | UHF     | UHF     | UHF     | UHF     | UHF     | UHF     | UHF     | UHF     | UHF     | UHF     | UHF     | UHF     | UHF     | UHF     | UHF     | UHF    | UHF    | UHF    | UHF    | UHF    | UHF    | UHF    | UHF    | UHF    | UHF    | UHF    | UHF    | UHF    | UHF    | UHF    | UHF    | UHF    | UHF    | UHF    | UHF    | UHF    | UHF    | UHF    | UHF    | UHF    | UHF    | UHF    | UHF    | UHF    | UHF    | UHF    | UHF |
|     | Erweiterter Sonderkanalbereich | Erweiterter Sonderkanalbereich | Erweiterter Sonderkanalbereich | Erweiterter Sonderkanalbereich | Erweiterter Sonderkanalbereich | Erweiterter Sonderkanalbereich | Erweiterter Sonderkanalbereich | Erweiterter Sonderkanalbereich | Erweiterter Sonderkanalbereich | Erweiterter Sonderkanalbereich | Erweiterter Sonderkanalbereich | Erweiterter Sonderkanalbereich | Erweiterter Sonderkanalbereich | Erweiterter Sonderkanalbereich | Erweiterter Sonderkanalbereich | Erweiterter Sonderkanalbereich | Erweiterter Sonderkanalbereich | Erweiterter Sonderkanalbereich | Erweiterter Sonderkanalbereich | Erweiterter Sonderkanalbereich | Erweiterter Sonderkanalbereich | Band IV | Band IV | Band IV | Band IV | Band IV | Band IV | Band IV | Band IV | Band IV | Band IV | Band IV | Band IV | Band IV | Band IV | Band IV | Band IV | Band IV | Band IV | Band V | Band V | Band V | Band V | Band V | Band V | Band V | Band V | Band V | Band V | Band V | Band V | Band V | Band V | Band V | Band V | Band V | Band V | Band V | Band V | Band V | Band V | Band V | Band V | Band V | Band V | Band V | Band V | Band V | Band V | Band V | …   |
| --- | ------------------------------ | ------------------------------ | ------------------------------ | ------------------------------ | ------------------------------ | ------------------------------ | ------------------------------ | ------------------------------ | ------------------------------ | ------------------------------ | ------------------------------ | ------------------------------ | ------------------------------ | ------------------------------ | ------------------------------ | ------------------------------ | ------------------------------ | ------------------------------ | ------------------------------ | ------------------------------ | ------------------------------ | ------- | ------- | ------- | ------- | ------- | ------- | ------- | ------- | ------- | ------- | ------- | ------- | ------- | ------- | ------- | ------- | ------- | ------- | ------ | ------ | ------ | ------ | ------ | ------ | ------ | ------ | ------ | ------ | ------ | ------ | ------ | ------ | ------ | ------ | ------ | ------ | ------ | ------ | ------ | ------ | ------ | ------ | ------ | ------ | ------ | ------ | ------ | ------ | ------ | --- |
|     | S21                            | S22                            | S23                            | S24                            | S25                            | S26                            | S27                            | S28                            | S29                            | S30                            | S31                            | S32                            | S33                            | S34                            | S35                            | S36                            | S37                            | S38                            | S39                            | S40                            | S41                            | 21      | 22      | 23      | 24      | 25      | 26      | 27      | 28      | 29      | 30      | 31      | 32      | 33      | 34      | 35      | 36      | 37      | 38      | 39     | 40     | 41     | 42     | 43     | 44     | 45     | 46     | 47     | 48     | 49     | 50     | 51     | 52     | 53     | 54     | 55     | 56     | 57     | 58     | 59     | 60     | 61     | 62     | 63     | 64     | 65     | 66     | 67     | 68     | 69     |     |
| 300 | 302                            | 310                            | 318                            | 326                            | 334                            | 342                            | 350                            | 358                            | 366                            | 374                            | 382                            | 390                            | 398                            | 406                            | 414                            | 422                            | 430                            | 438                            | 446                            | 454                            | 462                            | 470     | 478     | 486     | 494     | 502     | 510     | 518     | 526     | 534     | 542     | 550     | 558     | 566     | 574     | 582     | 590     | 598     | 606     | 614    | 622    | 630    | 638    | 646    | 654    | 662    | 670    | 678    | 686    | 694    | 702    | 710    | 718    | 726    | 734    | 742    | 750    | 758    | 766    | 774    | 782    | 790    | 798    | 806    | 814    | 822    | 830    | 838    | 846    | 854    | 862 |